# Jan Roth (Musiker)
Jan Roth (* 1977 in Oelsnitz im Vogtland) ist ein deutscher Musiker.

## Leben und Wirken
Jan Roth, geboren 1977, ist Schlagzeuger, Komponist, Produzent und Lehrer. Aufgewachsen in der traditionsreichen Musikinstrumentenstadt Markneukirchen, erhielt er bereits im Alter von fünf Jahren den ersten Klavierunterricht, bevor er mit elf Jahren das Schlagzeug als Nebenfach für sich entdeckte.
Mit 14 Jahren wurde Jan Roth in die Förderklasse für Musik am Robert-Schumann-Konservatorium Zwickau in Zwickau aufgenommen und besuchte dort das angeschlossene Internat. Seine Ausbildung setzte er an der Hochschule für Musik und Theater „Felix Mendelssohn Bartholdy“ Leipzig fort, wo er von 1997 bis 2002 Jazzschlagzeug bei Wolfram Dix und Heinrich Köbberling studierte.
Von 2003 bis 2005 absolvierte Roth ein Masterstudium New York City, USA, zunächst an der renommierten Manhattan School of Music unterrichtet von John Riley, sowie Billy Drummond, Dan Weiss und Ari Hoenig und später am Queens College bei Gene Jackson. 
Seit 2005 ist Jan Roth als freischaffender Künstler tätig. Sein Schaffen umfasst eine beeindruckende Bandbreite: Er ist als Live- und Studiomusiker an Schlagzeug und Klavier aktiv, komponiert eigene Werke sowie Theatermusiken und engagiert sich in diversen musikalischen Projekten. Darüber hinaus hat er zwei Soloalben veröffentlicht: L.O.W. (2013) und Kleinod (2018), beide erschienen beim Berliner Label Sinnbus.
Im Laufe seiner Karriere hat Jan Roth mit Künstlerinnen und Künstlern aus den unterschiedlichsten Genres zusammengearbeitet. Dazu zählen Größen wie der Jazzpianist Richie Beirach, der Sänger und Songwriter Clueso sowie die Sopranistin Simone Kermes. Seine Vielseitigkeit und sein musikalisches Feingefühl machen ihn zu einem gefragten Musiker in verschiedensten Kontexten.

## Diskografie
- 2013: L.O.W. (Album, Sinnbus)
- 2018: Kleinod (Album, Sinnbus; mit Antonia Hausmann, Fritz Moshammer, Alex Binder)[1]